# Клоподија (Тимиш)
Клоподија (рум. Clopodia,Timiş) се налази у округу Тимиш. Према попису из 2002. године Клоподија има 788 становника.

## Историја
По "Румунској енциклопедији" село Клоподија се први пут помиње у турском Тефтеру из 1598. године под именом „Клопотива“.
У средњем веку је била варош насељена Румунима. По попису из 1717. године Клоподија је имала 42 куће и припадао је Вршачком округу, а овде су се настанили становници протестанске и католичке вероисповести међу којима велики број Словака. У 17. веку велики број Румуна се иселило из Клоподије и округа Караш-Северин, у српски део Баната и то у места: Владимировац, Селеуш, Мраморак, Делиблато и друга.
Аустријски царски ревизор Ерлер је 1774. године констатовао да место "Клокодија" припада Жамском округу, Вршачког дистрикта. Становништво је било претежно влашко.
Србин племић, Стеван Јанић био је 1826-1838. године власник спахилука Клоподије.
Српске заједнице у Румунији су у округу Караш-Северин која је погранични округ на граници са Србијом.
Популација.
| Година пописа | 1910. | 2002. |
| Становника    | 2.031 | 788   |
| Словака       | 35    | 34    |
| Румуна        | 723   | 616   |
| Немаца        | 420   | 32    |
| Мађара        | 447   | 97    |